# Mecotetartus
Mecotetartus es un género de escarabajos longicornios de la tribu Acanthocinini que contiene una sola especie, Mecotetartus antennatus. La especie fue descrita por Bates en 1872.
Se distribuye por Costa Rica, Guatemala, Honduras, México y Nicaragua. Mide aproximadamente 12,17-17 milímetros de longitud.